# Holbrook Jackson
George Holbrook Jackson, né à Liverpool le 31 décembre 1874 et mort le 16 juin 1948, est un journaliste, écrivain et éditeur britannique. Ce fut un grand bibliophile de son époque.

## Biographie
Holbrook Jackson travaille comme employé de bureau, tout en écrivant. Vers 1900, il est dans le commerce de la dentelle à Leeds, où il rencontre A. R. Orage; ils fondent  ensemble le Leeds Arts Club, foyer du modernisme. À l'époque, Jackson est socialiste fabien, mais il est aussi influencé par Nietzsche. C'est lui du reste qui fait découvrir Nietzsche à Orage, en lui prêtant Ainsi parlait Zarathoustra en 1900. Ensuite les deux hommes poursuivent séparément à Londres leur carrière de journalistes.
En 1906, Jackson forme le Fabian Arts Group, inspiré du Leeds Art Club, qui provoque une séparation avec la Fabian Society, qui s'intéresse exclusivement à la politique et à l'économie. En 1907, Jackson et Orage achètent en:The New Age, hebdomadaire militant socialiste teinté d'inspirations chrétiennes et financé en partie par Lewis Wallace et George Bernard Shaw.
Jackson et Orage rédigent des articles selon une ligne éditoriale établie par Jackson aidé de Cecil Chesterton et Clifford Sharp (plus tard journaliste au New Statesman). Jackson en part en 1908, laissant seul Orage aux manettes. C'est aussi à cette époque que la femme d'Orage le quitte pour aller vivre avec Jackson, mais elle refuse de divorcer jusqu'en 1927.
Jackson entre en 1911 au T. P.'s Weekly de T. P. O'Connor qui comporte une importante rubrique littéraire. En 1914, il succède à Wilfred Whitten en tant que rédacteur en chef. Plus tard, il achète la publication et la convertit en un magazine littéraire, sous le nom de To-Day, publié de 1917 à 1923, date à laquelle il fusionne avec Life and Letters.
Il fonde en 1912 ou 1913 la Flying Fame Press avec le poète Ralph Hodgson et le designer Claud Lovat Fraser. C'est le début d'une longue association avec les petits éditeurs, et de l'amour de la typographie et de la bibliophilie, à propos desquelles il écrit abondamment. Il appartient aussi à l'éphémère Fleuron Society (1923) avec Stanley Morison, Francis Meynell, Bernard Newdigate et Oliver Simon. Il fit beaucoup, en tant que bienfaiteur de la Pelican Press entre autres, pour améliorer la qualité d'édition des livres.
Après la Seconde Guerre mondiale, Jackson présente Orage à C. H. Douglas, qui écrit des articles sur l'économie pour The New Age, exposant sa théorie du crédit social.

## Dans la culture littéraire
James Joyce évoque Jackson à Sylvia Beach, comme  quelqu'un « ressemblant » à Leopold Bloom. Voir la photo de Jackson assis fumant la pipe.

## Œuvres
- Edward Fitzgerald and Omar Khayyam; an Essay and Bibliography (1899) [5]
- The Eternal Now (1900) [6]
- Everychild: a Book of Verses (1903) [7]
- Bernard Shaw (1907) [8]
- Great English Novelists (1908) essays [9]
- William Morris: Craftsman-Socialist (1908) [10]
- Romance and Reality: Essays and Studies (1911) [11]
- Platitudes in the Making (1911) [12]
- Great Soldiers (1911) as George Henry Hart (?)
- All Manner of Folk, Interpretations and Studies (1912) essays [13]
- Town: An Essay (1913) [14]
- The Eighteen Nineties: A Review of Art and Ideas at the Close of the Nineteenth Century (1913) [15]
- Southward Ho! and other essays (1914) compilation [16]
- Contingent Ditties. and Other Soldier Songs of the Great War by Frank S. Brown (1915) editor [17]
- Occasions (1922) essays [18]
- Brief Survey Of Printing History & Practice (Kynoch Press 1923) with Stanley Morison [19]
- Private Presses in England (1923)
- William Morris (1926) [20]
- The Bibliophile's Almanack for 1927 (The Fleuron 1927) with Harold Child, Osbert Sitwell, W.J. Turner and Frank Sidgwick
- Essays of To-day and Yesterday (1929) with Philip Guedalla, Allan Monkhouse, Ivor Brown [21]
- The Anatomy of Bibliomania (Soncino Press, 1930) [22]
- The Fear of Books (Soncino Press, 1932) [23]
- William Morris and the arts and crafts. (Oriole Press 1934)
- Maxims of Books and Reading (1934)
- Three Papers on William Morris (Shenval Press 1934) with Graily Hewitt and James Shand
- A Cross-Section of English Printing : The Curwen Press 1918–1934 (Curwen Press 1935)
- The Early History of the Double Crown Club (1935)
- Opening Speech at an Exhibition of Percy Smith's Typographical work (First Edition Club, 1935)
- Of the Uses of Books (1937)
- Shopping and Taste: a lecture (1937)
- The Printing of Books (1938) [24]
- The Aesthetics of Printing. (1939)
- The Story of Don Vincente (Corvinus Press 1939)
- Bookman's Holiday: A recreation for booklovers (Faber & Faber 1945) [25]
- The Reading of Books (Faber and Faber 1946) [26]
- The Hunting of Books (1947)
- The Complete Nonsense of Edward Lear (Faber & Faber, 1947) [27]
- On Art and Socialism. Essays and Lectures by William Morris (John Lehmann, 1947) editor
- Dreamers of Dreams: The Rise and Fall of 19th Century Idealism (Faber & Faber, 1948) essays [28]
- Pleasures of Reading (1948)
- Typophily (1954) reprinted essay
- William Caxton (the first English printer) (Oriole Press, 1959)
- Sanctuary of Printing: the record room at the university press, Oxford
- Thoughts on Book Design (1968) with Paul Valery and Stanley Morison
- Platitudes Undone: a Facsimile Edition of Holbrook Jackson's "Platitudes in the Making" With Original Handwritten Responses by G. K. Chesterton (Ignatius Press 1997)

## Sources
- (en) Author and Bookinfo.com